# Manuela Schulz
Manuela Schulz (* 12. Juli 1961) ist eine ehemalige deutsche Fußballspielerin.

## Karriere
Schulz gehörte der SSG 09 Bergisch Gladbach noch vor deren Aufstieg 1990/91 in die beginnende erste Bundesligasaison an. Als eine von vier erstplatzierten der seinerzeit zweitklassigen Regionalliga West 1989/90 gelang dieser. In der höchsten Spielklasse bestritt sie fünf Punktspiele, in denen sie zum Saisonstart am 2. September 1990 beim 2:2-Unentschieden im Auswärtsspiel gegen den TSV Fortuna Sachsenross aus Hannover zu ihrem Bundesligadebüt kam.
Mit dem Abschluss der Saison zuvor erreichte sie mit ihrer Mannschaft das Finale um die Deutsche Meisterschaft, das am 24. Juni 1990 im Leimbachstadion in Siegen mit 0:3 gegen den TSV Siegen verloren wurde; sie wurde in der 60. Minute für Anja Koser eingewechselt.

## Erfolge
- Finalist Deutsche Meisterschaft 1990